# Bingham (condado de Somerset)
Bingham es un lugar designado por el censo ubicado en el condado de Somerset en el estado estadounidense de Maine. En el Censo de 2010 tenía una población de 758 habitantes y una densidad poblacional de 128,81 personas por km².

## Geografía
Bingham se encuentra ubicado en las coordenadas 45°3′29″N 69°52′23″O / 45.05806, -69.87306. Según la Oficina del Censo de los Estados Unidos, Bingham tiene una superficie total de 5.88 km², de la cual 5.88 km² corresponden a tierra firme y (0%) 0 km² es agua.

## Demografía
Según el censo de 2010, había 758 personas residiendo en Bingham. La densidad de población era de 128,81 hab./km². De los 758 habitantes, Bingham estaba compuesto por el 96.57% blancos, el 1.06% eran afroamericanos, el 0.79% eran amerindios, el 0.4% eran asiáticos, el 0% eran isleños del Pacífico, el 0.26% eran de otras razas y el 0.92% pertenecían a dos o más razas. Del total de la población el 0.79% eran hispanos o latinos de cualquier raza.